# Ochropleura zernyi
Ochropleura zernyi là một loài bướm đêm trong họ Noctuidae.